# 1961 у кіно

## Події
- 3-18 травня — 14-й Каннський міжнародний кінофестиваль, Канни, Франція
- 23 червня — 4 липня — 11-й Берлінський міжнародний кінофестиваль, Західний Берлін.
- 9 липня — відкрився 2-й Московський міжнародний кінофестиваль, Москва, СРСР.
- 30 липня — 6-та церемонія вручення кінопремії «Давид ді Донателло», Таорміна, Італія.
- 20 серпня — 3 вересня — 22-й Венеційський міжнародний кінофестиваль, Венеція, Італія.

## Фільми
- Аккатоне
- Король більярду
- Мир тому, що входить
- Сніданок у Тіффані

### Українська РСР
- «Роки дівочі»
- «Артист із Коханівки»
- «Пригоди Перця» (мультфільм) — перший анімаційний фільм об'єднання художньої мультиплікації студії «Київнаукфільм»
- «Водив поїзди машиніст»

## Персоналії

### Народилися

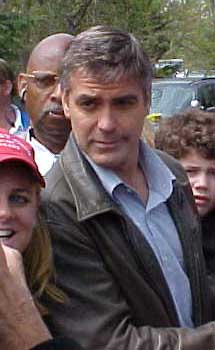
Джордж Клуні

- 1 січня — Ніна Дворжецька, акторка театру і кіно.
- 2 січня — Тодд Гейнс, американський незалежний кінорежисер, сценарист і продюсер.
- 13 січня — Джулія Луїс-Дрейфус, американська акторка.
- 15 лютого — Малишева Ірина Валентинівна, російська акторка театру та кіно.
- 2 квітня — Ерік Готьє, французький кінооператор.
- 5 квітня — Андреа Арнольд, британська кінорежисерка, сценаристка і акторка.
- 12 квітня — Юрій Гальцев, естрадний артист і актор кіно.
- 14 квітня — Роберт Карлайл, шотландський актор.
- 25 квітня — Алексахіна Ганна Яківна, радянська і російська акторка театру та кіно.
- 26 квітня — Беляєва Галина Вікторівна, радянська і російська акторка театру і кіно.
- 29 квітня — Аманова Світлана Геннадіївна, радянська і російська акторка театру і кіно.
- 6 травня — Джордж Клуні, американський кіноактор
- 14 травня — Тім Рот, англійський актор, режисер.
- 15 червня — Пічул Василь Володимирович, кінорежисер.
- 17 червня — Дені Лаван, французький актор.
- 18 червня — Золотовицький Ігор Якович, радянський і російський актор театру і кіно, театральний педагог.
- 25 червня — Тимур Бекмамбетов, російський кінорежисер.
- 23 липня — Розанова Ірина Юріївна, радянська і російська акторка театру і кіно.
- 23 липня — Вуді Гаррельсон, американський актор.
- 19 серпня — Катерина Євгенівна Васильєва, радянська і російська акторка театру і кіно.
- 11 вересня — Вірджинія Медсен, американська акторка та продюсерка.
- 29 жовтня — Горбунов Олексій Сергійович, радянський і український актор театру та кіно.
- 31 жовтня — Пітер Джексон, новозеландський кінорежисер, сценарист і продюсер.
- 14 листопада — Люка Бельво, бельгійський актор, кінорежисер і сценарист.
- 19 листопада — Мег Раян, американська акторка, продюсерка.
- 22 листопада — Маріель Гемінґвей, американська акторка та письменниця.
- 29 листопада — Денис Євстигнєєв, кінооператор, режисер, продюсер.

### Померли
- 14 січня — Баррі Фіцджеральд, ірландський актор.
- 15 березня — Козир Олександр Хомич, радянський і український кінорежисер.
- 22 березня — Массалітінов Микола Осипович, російський та болгарський театральний діяч, актор, режисер, педагог
- 15 квітня — Маслюков Олексій Семенович, радянський український актор, кінорежисер і сценарист.
- 25 квітня — Джордж Мелфорд, американський актор театру і кіно, режисер, продюсер, і сценарист.
- 26 квітня — Густав Учицкі, австрійський кінорежисер, сценарист і оператор (нар. 1899).
- 13 травня — Гері Купер, американський актор.
- 16 травня — Демиденко Андрій Макарович, український радянський звукооператор.
- 28 липня — Гаррі Гріббон, американський кіноактор.
- 29 липня — Гаррі О. Гойт, американський сценарист і режисер.
- 30 вересня — Чарльз Коберн, американський актор театру та кіно.
- 22 жовтня — Джозеф М. Шенк, американський кінопродюсер.
- 6 листопада — Нерсесян Грачья Нерсесович, радянський, вірменський актор театру і кіно.
- 18 листопада — Тіссе Едуард Казимірович, радянський кінооператор, режисер.
- 30 грудня — Пауль Ріхтер, австрійський актор кіно, відомий за роллю Зіґфрида у фільмі Фріца Ланга «Нібелунги».